# HONcode

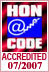

Le HONcode est une charte dont le but est de certifier certains sites Web médicaux et de santé.
En adhérant aux principes et en affichant le sceau actif HONcode, le propriétaire d'un site web s'engage à respecter les huit principes de bonne conduite élaborés par la fondation Health On the Net Foundation (HON). Pour que le sceau soit valide, il devra en outre s'acquitter d'une cotisation annuelle.
Cette charte permet de s'assurer qu'un site Web respecte certains standards, notamment en termes de vérifiabilité des informations. Elle ne garantit pas néanmoins la véracité des informations présentes sur un site, le contrôle du contenu ne faisant pas partie des critères de sélection.

## Critères et certification
La démarche de certification est volontaire. Il n'y a aucune obligation pour les éditeurs à demander le label. Cette demande d'adhésion se fait en ligne sur le site de la Health On the Net Foundation.
Pour qu'un site puisse bénéficier du label, il doit satisfaire huit critères :
1. Autorité : indication de la qualification des rédacteurs,
2. Complémentarité : le site doit complémenter, et non remplacer la relation patient-médecin. Les informations viennent en complément d’une relation avec un médecin et ne s’y substituent pas.
3. Confidentialité : préserver la confidentialité des informations personnelles soumises par les visiteurs du site
4. Attribution : le site doit citer les sources des informations qu'il publie et doit dater ses pages
5. Justification : le site doit justifier toutes affirmations concernant les bienfaits ou les inconvénients de produits ou traitements
6. Professionnalisme : l’information doit être la plus accessible possible, il faut pouvoir identifier le webmestre et une adresse de contact doit être proposée
7. Transparence du financement : les sources de financements du site doivent être indiquées,
8. Honnêteté dans la publicité et la politique éditoriale : il doit exister une séparation entre la ligne éditoriale et la politique publicitaire.

Si un site est en conformité avec les huit principes du HONcode, il est rapidement certifié en huit jours environ. Des instructions sont alors adressées à l’éditeur pour qu’il puisse afficher le logo HONcode sur sa page d’accueil.

## Historique
Dans le cadre de la loi française du 13 août 2004, relative à l’assurance maladie et répondant aux recommandations européennes du eEurope 2002, la Haute Autorité de santé (HAS) a reçu pour mission de déterminer les règles de bonnes pratiques devant être respectées par les sites français d’information de santé. Elle a choisi de confier cette mission à la fondation non gouvernementale suisse Health on the Net (HON) basée à Genève depuis 1995. Cette fondation est reconnue comme une référence en matière de labellisation de sites relatifs à la santé et a déjà certifié plus de 5 500 sites dans 72 pays, dont 300 en France. HAS et HON ont établi ensemble une convention de partenariat d'une durée de trois ans. Ce partenariat, effectif entre 2007 et 2013, n'a pas été renouvelé par la HAS.

## Limites et critiques
Le contrôle du contenu d'un site, et donc de la véracité des informations qui s'y trouvent, ne fait pas partie des critères de sélection, en dépit de ce que le grand public pourrait attendre d'une ainsi nommée "Certification". Cela demanderait en effet le travail continu d'un nombre considérable d’experts, vu le nombre de modifications qui seraient à vérifier en permanence. Par ailleurs, plusieurs points de la charte HONcode sont critiquables ou inadaptés aux usages actuels d'Internet, et desservent ainsi leur propre cause tout en ne protégeant pas les consommateurs de sites commerciaux sous couvert de désinformation médicale. Face à ces limites, certains sites Web ont décidé de ne plus afficher le logo HON, en expliquant les raisons de ce refus,.
En 2015, la fondation a introduit une cotisation annuelle au renouvellement de la certification, dont la première étape reste pour autant gratuite. Son montant exact dépend de la notoriété du site ainsi certifié , introduisant un biais favorisant les sites à vocation commerciale, et une barrière d'entrée supplémentaire pour les sites d'information pure, bénévoles et indépendants.